# Фуллер, Аманда
Ама́нда Фу́ллер (англ. Amanda Fuller, род. 27 августа 1984) — американская актриса.

## Жизнь и карьера
Фуллер родилась в Сакраменто, штат Калифорния и будучи ребёнком начала карьеру модели и телевизионной актрисы. С тех пор она взяла на себя более сорока ролей на телевидении, в разные годы появляясь в эпизодах таких сериалов как «Шоу 70-х», «Крутой Уокер: правосудие по-техасски», «Практика», «Прикосновение ангела», «Баффи — истребительница вампиров», «Справедливая Эми», «Морская полиция: Спецотдел», «C.S.I.: Место преступления», «Закон и порядок: Специальный корпус» и «Скандал». Также она снялась в нескольких фильмах, в основном, в жанрах ужасов или триллера.
В 2012 году, после периодической роли в сериале Шонды Раймс «Анатомия страсти», Фуллер присоединилась к основному составу ситкома ABC «Последний настоящий мужчина», где заменила в роли Кристин Бакстер Александру Кросни. В 2014 году она исполнила роль Бриттани Мёрфи в телефильме канала Lifetime «История Бриттани Мёрфи».
Фуллер замужем за актёром Мэттью Брайаном Фельдом. У супругов есть сын (род. в ноябре 2019 года). До беременности сыном, врачи говорили, что ей вряд ли удастся зачать ребёнка из-за многолетней борьбы с хроническим заболеванием и эндометриозом.

## Избранная фильмография
- 1997 — Ускользающий идеал / ’Til There Was You — Дебби в возрасте 13 лет
- 1998 — Любой ценой / Whatever It Takes — Эйприл
- 2001 — Аскари / Askari — Эмма Кроушей
- 2003 — Баффи — истребительница вампиров / Buffy the Vampire Slayer — Ив
- 2007 — Куш / Kush — Сандра
- 2010 — Красный, белый и синий / Red White & Blue — Эрика
- 2011 — Существо / Creature — Бет
- 2011 — Фрираннер / Freerunner — Долорес
- 2012 — Крошка из Беверли-Хиллз 3 / Beverly Hills Chihuahua 3: Viva La Fiesta! — работница спа
- 2012 — Анатомия страсти / Grey’s Anatomy — доктор Морган Петерсон
- 2012—2019 — Последний настоящий мужчина / Последний настоящий мужчина — Кристин Бакстер
- 2013 — Дешёвый трепет / Cheap Thrills — Одри Дэниелс
- 2014 — Глаза звезды / Starry Eyes — Трейси
- 2014 — История Бриттани Мерфи / The Brittany Murphy Story — Бриттани Мерфи